# Sasha Marianna Salzmann
Sasha Marianna Salzmann, née le 21 août 1985 à Volgograd en Union soviétique, est une personnalité allemande non binaire, dramaturge, essayiste et romancière. Salzmann est artiste en résidence au théâtre Maxime-Gorki de Berlin.

## Biographie
Marianna Salzmann a grandi à Moscou. En 1995, à l'âge de dix ans, elle émigre en Allemagne avec sa famille en tant que réfugiée juive. À l'adolescence, elle ajoute à son nom,  le prénom de Sasha en l'honneur de son arrière-grand-père qui vient de mourir.
En 2002, Sasha Marianna Salzmann cofonde le magazine freitext et s'occupe jusqu'en 2013 de l'édition et de la rédaction. À partir de 2005, elle étudie la littérature, le théâtre et les médias à l'université de Hildesheim et à partir de 2008, l'écriture scénique à l'université des arts de Berlin. En collaboration avec le collectif de théâtre musical forteblau, elle développe des projets pour les sourds, les malentendants et les entendants.
La pièce de fin d'études de Sasha Marianna Salzmann à l'Université des Arts, Muttersprache Mameloschn est récompensée en 2013 par le prix du public de Mülheim en tant que meilleure nouvelle pièce de l'année.
En 2018, la même pièce mise en scène par Sara Ostertag, produite par le théâtre Kosmos et le collectif viennois makemake productions reçoit le Nestroy Theater Prize.
Après avoir terminé ses études d'écriture scénique, Salzmann fonde avec Maxi Obexer le Nouvel institut d'écriture dramatique (Neue Institut für Dramatisches Schreiben),.
Sasha Marianna Salzmann se définit comme queer, genderfluid (non-binaire) et utilise le double pronom avec astérisque sie*er, en allemand.
Depuis 2023, elle est membre de l'Académie des sciences et des lettres de Mayence.

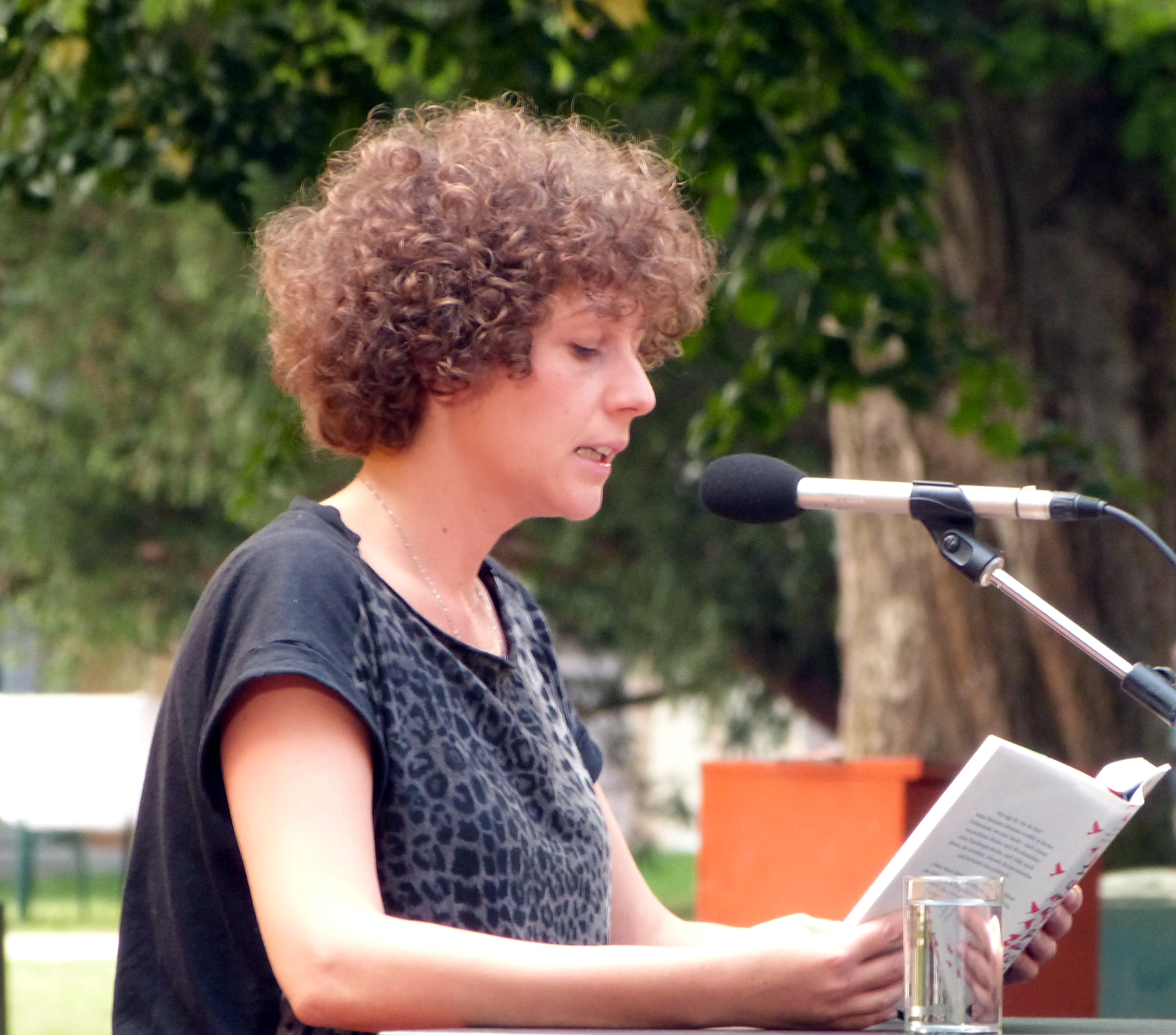
Sasha Marianna Salzmann lors d'une lecture publique en 2017

## Œuvre

### Prose
- 2013 : Sichtbar. In: Fatma Aydemir, Hengameh Yaghoobifarah (Hrsg.): Eure Heimat ist unser Albtraum, Ullstein, Berlin, 2019.
- 2017 : Außer sich, Roman, Suhrkamp, Berlin, 2017.
- 2021 : Im Menschen muss alles herrlich sein, Suhrkamp, Berlin, 2021.
- 2022 : « Der große Hunger und das lange Schweigen », bref essai, in: Neue Zürcher Zeitung, 26 février 2022[9].
- 2024 : Gleichzeit. Briefe zwischen Israel und Europa (avec Ofer Waldman), Suhrkamp, Berlin, 2024.

### Théâtre
- 2011 : Weißbrotmusik. Verlag der Autoren, Frankfurt am Main, 2011.
- 2011 : Massensterben der Möglichkeiten. Deutsches Theater Berlin, 2011.
- 2011 : avec Deniz Utlu : Tod eines Superhelden. Ballhaus Naunynstraße, Berlin, 2011.
- 2011 : Weltrettungsauftrag. Eisfabrik, Hannover, 2011.
- 2011 : SATT. Verlag der Autoren, Frankfurt am Main 2011.
- 2011 : Muttersprache Mameloschn. Verlag der Autoren, Frankfurt am Main 2011.
- 2012 : Muttermale Fenster Blau. Verlag der Autoren, Frankfurt am Main 2012.
- 2012 : zusammen mit Deniz Utlu: Fahrräder könnten eine Rolle spielen. Verlag der Autoren, Frankfurt am Main, 2012.
- 2014 : Wir Zöpfe. In: Theater heute. Dezember 2014.

### Œuvre traduite en français
- 2019 : Hors de soi, trad. de l’allemand par Claire de Oliveira, Grasset, 2019[10].

## Prix et distinctions
- 2017 : Prix de la fondation Jürgen Ponto pour Außer sich
- 2017 : Prix Mara Cassens pour Außer sich
- 2018 : Prix Nestroy pour Muttersprache Mameloschn
- 2022 : Prix Hermann Hesse pour Im Menschen muss alles herrlich sein
- 2024 : Prix Kleist[11]